# Shtjefën Gjeçovi
Shtjefën Konstantin Gjeçovi (Janjeva, 1874. július 12. – Zym közelében, 1929. október 14. vagy október 23.) koszovói albán ferences szerzetes, néprajzi és régészeti gyűjtő, publicista. Nevéhez fűződik az észak-albániai törzsek évszázados, szájhagyomány útján fennmaradt jogszokásainak, az ún. kanunnak az összegyűjtése és gondozása (első teljes kiadására csak posztumusz, 1933-ban került sor).

## Életútja
Alapiskoláit szülőhelyén járta ki kiváló eredményekkel. Előmenetelét látva és tehetségét felismerve az egyházi elöljárók jóvoltából a troshani ferences szemináriumban, majd 1888-tól boszniai ferences iskolákban tanulhatott tovább. 1892 augusztusától a fojnicai, 1893-ban a derventai és a Banja Luka-i szemináriumok diákja volt. Végül a kreševói ferences intézetben fejezte be tanulmányait, ahol Pashk Bardhi iskolatársa volt. 1896. július 25-én szentelték fel és lépett be a ferences rend soraiba.
Még ugyanabban az évben visszatért albán földre, és előbb Pejában, majd kb. 1899-től 1905-ig Laçban végzett lelki szolgálatot. Az 1905/1906-os tanévben kisebb kitérőként korábbi iskolatársát, Bardhit váltotta a Borgo Erizzó-i albán népiskola tanítójaként. A tanév végeztével hazatért, 1907-től 1915-ig Gomsiqja, 1916-tól 1917-ig Theth, majd 1919-től 1921-ig Rubik plébánosa volt. Gjeçoviról feljegyezték, hogy papként nem elégedett meg a lelki szolgálattal, a falubelieket olvasásra és betűvetésre is tanította, a thethi templomban 1917. február 2-án albán nyelvű iskolát is nyitott. 1907-ben Gjergj FIshtával megalapították az első shkodrai közkönyvtárat. 1921 után Shkodrában élt, majd 1926-ban Koszovó egyik kis falujába, a jugoszláv fennhatóság alatt állt Zymbe nevezték ki plébánosnak. Miután a hatóságok felszólítása dacára az ott élő albánok körében is folytatta népművelő tevékenységét, a néprajzi és régészeti gyűjtőmunkát, a környék szerb népességét magára haragította. 1929. október 14-én, más források szerint október 23-án, amikor Prizrenből tartott haza falujába, Zym közelében ismeretlenek meggyilkolták.
Halála megrázta az országot, az albán nemzetgyűlés november 11-ei ülésnapján beszédekben búcsúztak tőle és méltatták érdemeit az ország politikusai. Karashëngjergjben található sírja napjainkban is zarándokhely az albánok körében.

## Munkássága
Papi szolgálatával párhuzamosan szenvedélyesen gyűjtötte Észak-Albánia, a Mirdita-fennsík és az Albán-Alpok régiségeit, a hegyvidéki törzsek népköltészeti alkotásait, népi jogszokását és néprajzi tárgyait. Kutatási eredményeiről rendszeresen be is számolt, pályája során különböző folyóiratokban több néprajzi, régészeti és helytörténeti közleményt adott közre. Az első albán néprajzkutató volt, aki a tudományos kívánalmakhoz igazodva végzett rendszeres terepmunkát.
Életének fő műve az északalbán törzsek nemzedékek óta szájról szájra hagyományozódott jogszokásrendszerének (kanun) összegyűjtése és közreadása volt Kanuni i Lekë Dukagjinit (’Lekë Dukagjini törvénykönyve’) címen. Gjeçovi az anyag közlését már 1898–1899-ben megkezdte Faik Konica Albania című lapjában, majd további részletekben 1913 és 1924 között Gjergj Fishta folyóirata, a Hylli i Dritës lapjain. A tizenkét fejezetbe rendezett 1263 törvénypont teljes kiadására csak halála után, 1933-ban került sor Shkodrában, ferences rendtársai szöveggondozásában és Fishta ajánlásával. A szövegközlés mellett Gjeçovi kísérletet tett az albán kanun összehasonlító vizsgálatára is, kimutatta kapcsolódási pontjait Manu törvénykönyveivel, az Ótestamentum egyes könyveivel (A kivonulás és a Leviták könyve, a Deuteronomium), valamint a teuton, szláv, görög jogszokásgyűjteményekkel és a római jog rendszerével is. A Gjeçovi által összegyűjtött kanunt a kommunizmus évtizedeiben betiltották.
Régészeti írásai közül kiemelkednek a Gjergj Fishta lapjában Trashigime thrako-ilirjane (’Trák-illír örökség’) címen – és Komen Kanina álnév alatt – 1924-ben megjelent beszámolói. 1925-ben a gjuhadoli ferences kolostor épületében archeológiai múzeumot rendezett be, amelyben gyűjtéseinek anyagát tárta a nagyközönség elé. További jelentős publikációi közé tartozik az 1910-ben Shkodrában megjelent, nyelvészeti írásait tartalmazó Agimi i gjytetniis (’A művelődés hajnala’) című munka.